# Lantana (Floryda)
Lantana – miasto w Stanach Zjednoczonych, w stanie Floryda, w hrabstwie Palm Beach.

## Demografia
W 2010 liczyło 10 424 mieszkańców. W roku 2023 liczba mieszkańców wzrosła do 12 086 osób, a gęstość zaludnienia przekroczyła 1611 osób/km².

## Współpraca
- Lapua, Finlandia